# Olios canariensis
Olios canariensis är en spindelart som först beskrevs av Lucas 1838.  Olios canariensis ingår i släktet Olios och familjen jättekrabbspindlar.
Artens utbredningsområde är Kanarieöarna. Inga underarter finns listade i Catalogue of Life.